# Giuseppe Pitrè
Giuseppe Pitrè [piˈtrɛ], né le 22 décembre 1841 à Palerme et mort le 10 avril 1916 dans la même ville, est un folkloriste, écrivain et médecin italien.
En Italie, il a largement participé à établir le folklore comme une discipline à part entière. Tout au long de quatre décennies, durant lesquelles il n'a eu de cesse de collecter, rechercher et publier, il a rassemblé une vaste collection de traditions siciliennes et italiennes et une masse d'informations couvrant à peu près tout le domaine, notamment des contes populaires dont des contes de fée, des légendes, des chansons, des proverbes, des anecdotes, des curiosités..., fournissant d'innombrables contributions aux folkloristes tant en Italie que dans le monde.
Son œuvre majeure est Biblioteca delle tradizioni popolari siciliane (1871-1913), vingt-cinq volumes dans lesquels, naviguant à contre-courant de la culture de son temps, Pitrè a placé au devant de la scène les gens ordinaires de Sicile et leurs coutumes. Les volumes IV à VII (1873-1875) et XVIII (1888), dans lesquels sont rassemblés des contes et autres récits populaires siciliens, ainsi qu'entre autres un recueil du même genre, publié en 1885, et consacré à la tradition orale de Toscane, lui valent d'être souvent comparé, comme Afanassiev, aux frères Grimm.

## Biographie
Giuseppe Pitrè naît à Borgo, quartier modeste de Palerme, le 22 décembre 1841, de Maria Stabile et Salvatore Pitrè, marin. En 1847, ce dernier meurt emporté par la fièvre jaune tandis qu'il se trouve à La Nouvelle-Orléans et, à Borgo, Giuseppe et son frère Antonio partent alors vivre chez leur grand-père maternel. À treize ans, Giuseppe entre dans un séminaire jésuite. Après s'être semble-t-il engagé comme volontaire au côté de Garibaldi en 1860, il obtient, comme l'avait fait avant lui son compatriote l'« abbé » Giovanni Meli, son diplôme de médecine. Il se plonge ensuite dans l'étude de la littérature.
En 1869, il fonde, avec Vincenzo Di Giovanni et Salvatore Salomone-Martino, le journal littéraire Nuove effemeridi siciliane ; la publication paraîtra jusqu'en 1882. L'exercice de la médecine le met en contact avec les classes les plus humbles et le monde des matelots et des paysans, parmi lesquels, poussé par sa passion pour les études historiques et philologiques, il commence à recueillir les Canti popolari siciliani, « chansons populaires siciliennes » qu'il a par ailleurs entendues de la bouche de sa mère. C'est à elle, Maria Stabile, dont il dira : « elle était ma Bibliothèque des traditions populaires siciliennes », qu'il dédie sa première œuvre. Les Canti constitueront ainsi les deux premiers volumes de la Biblioteca delle tradizioni popolari siciliane, qui en comptera vingt-cinq en tout, publiés entre 1871 et 1913. Dans leurs différentes sections, on trouvera, outre les chants d'amour et de protestation, liés aux saisons et aux cultures, des jeux, des proverbes, des devises et des formules magiques, des devinettes, des contes, des spectacles, des fêtes, de la médecine populaire, des légendes, des affichages, des pasquinades, des coutumes nuptiales, et la représentation fidèle de la vie de tous les jours dans la famille, dans la maison et dans la vie du peuple sicilien. Le volume II paraît en 1872 et est consacré à l'étude de la poésie populaire (Studi di poesia popolare).
Les IVe, Ve, VIe et VIIe volumes de la Biblioteca – Fiabe, novelle e racconti popolari siciliani (« Fables, novelle et contes populaires siciliens ») –, que Pitrè publie en 1875, viennent documenter le riche héritage de tradition orale de la Sicile, issu à la fois des traditions européennes et du Moyen-Orient, et constituent le point culminant de la grande étude folklorique européenne commencée plus tôt au XIXe siècle. On pourrait dire que, concernant la tradition orale, l'érudition de Pitrè est aussi importante que celle des frères Grimm. Lors de sa parution, l'ouvrage est cependant dénigré par la plupart des journalistes et des scientifiques du fait, notamment, que les contes sont retranscrits en dialecte sicilien. Le quatre volumes de contes sont accompagnés par la publication, la même année, 1875, d'une grammaire sicilienne.
En 1877, Pitrè épouse Francesca Vitrano, dont il aura trois enfants, Maria (née en 1878), Rosina (née en 1885) et Salvatore (né en 1887). Après la publication, en 1880, de quatre tomes consacrés aux proverbes – volumes VIII à XI de la Bibliotheca – puis, l'année suivante, du volume XII, consacré aux spectacles et aux fêtes, il fonde en 1882, toujours avec Salomone Marino, la plus importante revue d'études de son temps consacrée au folklore, Archivio per lo studio delle tradizioni popolari, qu'il dirigera jusqu'en 1906. Paru en 1883, le volume XIII de la Bibliotheca est consacré aux jeux d'enfants.
En 1885, il fait éditer à Florence un recueil de récits populaires de Toscane. La même année, Pitrè, tout en continuant à collecter des informations pour la suite de la Bibliotheca sicilienne, dirige la publication d'une nouvelle série, rassemblant les travaux de différents auteurs, et dans laquelle il est question de traditions de régions italiennes le plus souvent autres que la Sicile. Curiosità popolari tradizionali (Curiosités des traditions populaires), dont la parution s'étendra jusqu'en 1899, comprendra seize volumes. Entre-temps paraissent, en 1889, les volumes XIV à XVII de la Bibliotheca, sur les coutumes et croyances siciliennes, et le volume XVIII (1888), Fiabe e leggende popolari siciliane, dans lequel figurent d'autres contes. Il est alors entré en relation avec les plus éminents spécialistes, en particulier ceux de l'école toscane et, en 1890, il devient membre honoraire de l'American Folklore Society, récemment fondée. En 1894, il fait paraître une Bibliografia delle tradizioni popolari in Italia, suivie en 1896 du volume XIX de la Bibliotheca consacré à la médecine populaire et, l'année suivante, du volume XX, Indovinelli, dubbi e scioglilingua del popolo (« Devinettes, doutes et virelangue du peuple »).
En 1899, lors du procès du conseiller communal Raffaele Palizzolo, dont il est un proche collaborateur et que l'on accuse d'avoir commandité l'assassinat du marquis Emanuele Notarbartolo, Pitrè témoigne en sa faveur. Ces sympathies pour des personnages liés à la mafia – un terme auquel il donne par ailleurs une étymologie que d'aucuns aujourd'hui jugent fantaisiste – lui seront longtemps après reprochées. En 1900 sort le XXIe volume de la Bibliotheca, sur les fêtes patronales, plus tard suivi du XXIIe volume, Studi di leggende popolari in Sicilia e nuova raccolta di leggende siciliane (« Études de légendes populaires en Sicile et nouvelle récolte de légende siciliennes ».
Chercheur infatigable, amoureux de sa terre, il publie en 1904 deux volumes consacrés à La Vita a Palermo cento e più anni fa, et un court essai sur le séjour de Goethe en 1787 à Palerme (1906), qui vient s'ajouter à d'autres, consacrés à Meli ou à La Divine Comédie.
En  1907, il occupe la présidence scientifique d'un comité créé à Palerme pour la publication d'un recueil célébrant les apports politiques et historiques de Michele Amari à l'occasion du centenaire de la naissance de celui-ci.
Le 16 février 1909, il est élu membre associé de l'Accademia della Crusca. En 1909 est créé le Musée ethnographique qui aujourd'hui porte son nom, le Museo etnografico siciliano Giuseppe Pitrè, abrité dans les anciennes écuries du Palais Chinois, à l'intérieur du Parc de la Favorite, et où il rassemble tous les matériaux et les objets patiemment recherchés à travers la Sicile. C'est également dans une section du Musée ethnographique que sont aujourd'hui conservées les lettres de la volumineuse correspondance qu'il a entretenue avec des spécialistes du monde entier ; ces sources précieuses attirent toujours l'attention des spécialistes d'anthropologie contemporains, parmi lesquels Antonino Buttitta. En 1910, il est invité à enseigner la « psychologie des peuples » – ainsi appelait-il le folklore – à l'Université de Palerme. Les trois derniers volumes de la Bibliotheca – XXIII : Proverbi, motti e scongiuri del popolo siciliano ; XXIV : Cartelli, pasquinate, canti, leggende, usi del popolo siciliano ; et XXV : La famiglia, la casa, la vita del popolo siciliano –, paraissent, les deux premiers en 1910 et le dernier en 1913.
Ses mérites et sa renommée lui valent d'être nommé Sénateur du Royaume le 30 décembre 1914, tandis qu'aux États-Unis, le folkloriste Thomas Frederick Crane, admirateur de Pitrè, puise notamment dans les contes recueillis par ce dernier la matière d'un Italian Fairy Tales. Car ce qui suscite l'intérêt, ce sont en particulier les proverbes et les contes, dont Pitrè avait soutenu avec passion les racines communes chez tant de peuples, revendiquant dans une lettre à Ernesto Monaci leur richesse linguistique avec ces mots : « Que de beauté, mon ami ! Il faut comprendre et sentir le dialecte sicilien pour comprendre et sentir toute la finesse des contes que j'ai réussi à recueillir de la bouche d'une seule de mes diverses narratrices parmi tant d'autres ». Tout aussi belles sont les pages consacrées aux histoires de Giufà, personnage de la tradition populaire, et aux fêtes populaires siciliennes, parmi lesquelles celle de Noël et celle du Jour des Morts sont pleines de poésie.
Pitrè meurt dans sa ville natale, Palerme, le 1er avril 1916.

## Influence
Pitrè est reconnu comme faisant partie des plus grands folkloristes de la fin du XIXe siècle. Comme Giuseppe Cocchiara, ancien doyen de la Faculté de Lettres de Palerme, le fait observer, l'œuvre de Pitrè se présente sous deux aspects : historique et poétique, révélant chez lui « une humanité vivante et vibrante », grâce à laquelle il était convaincu que le temps était venu d'étudier avec amour et patience, afin de les sauvegarder, les souvenirs et les traditions.
La Sicile peut être reconnaissante à Pitrè d'avoir été le plus important et le plus érudit des collecteurs de traditions populaires, et parce que – comme l'a souligné Cocchiara – son œuvre monumentale reste un des jalons dans le domaine du folklore par la richesse et l'étendue de ses informations ; personne n'en a jamais recueilli en quantité et en qualité autant que l'écrivain palermitain. Il a, dans la seconde moitié du XIXe siècle, tracé la voie à d'autres comme Salvatore Salomone Marino, et il a reçu de son vivant les approbations les plus enthousiastes parmi lesquelles celle de Luigi Capuana, qui a trouvé dans son répertoire de la matière pour ses propres contes, de Giovanni Verga qui, de cette précieuse documentation à laquelle Pitrè travailla toute la vie, tira aussi de l'inspiration pour les « Tinte schiette » et les coutumes particulières de son monde d'humbles et jusqu'aux sujets spécifiques de certaines nouvelles comme Guerra di Santi.

## Œuvres
- Biblioteca delle tradizioni popolari siciliane, publiée entre 1871 et 1913 :
  - I. Canti popolari siciliani, vol. I, 1871 (2e éd. 1891) ;
  - II. Id., vol. II, 1871 ;
  - III. Studi di poesia popolare, 1872 ;
  - IV. Fiabe, novelle e racconti popolari siciliani, 1875, vol. I ;
  - V. Id., vol. II ;
  - VI. Id., vol. III ;
  - VII. Id., vol. IV ;
  - VIII. Proverbi siciliani raccolti e confrontati con quelli degli altri dialetti d'Italia, 1880, vol. I ;
  - IX. Id., vol. II ;
  - X. Id., vol. III ;
  - XI. Id., vol. IV ;
  - XII. Spettacoli e feste popolari siciliane, 1881 ;
  - XIII. Giuochi fanciulleschi siciliani, 1883 ;
  - XIV. Usi e costumi, credenze e pregiudizi del popolo siciliano, 1889, vol. I ;
  - XV. Id., vol. II ;
  - XVI. Id., vol. III ;
  - XVII. Id., vol. IV ;
  - XVIII. Fiabe e leggende popolari siciliane, 1888 ;
  - XIX. Medicina popolare siciliana, 1896 ;
  - XX. Indovinelli, dubbi e scioglilingua del popolo siciliano, 1897 ;
  - XXI. Feste patronali in Sicilia, 1900 ;
  - XXII. Studi di leggende popolari in Sicilia e nuova raccolta di leggende siciliane ;
  - XXIII. Proverbi, motti e scongiuri del popolo siciliano, 1910 ;
  - XXIV. Cartelli, pasquinate, canti, leggende, usi del popolo siciliano, 1913 ;
  - XXV. La famiglia, la casa, la vita del popolo siciliano, 1913.
- Grammatica Siciliana : un saggio completo del dialetto e delle parlate siciliane, 1875.
- Novelle popolari toscane, 1885.
- La vita in Palermo cento e più anni fa, 1904. 2 vol.
- Medici, chirurgi, barbieri e speziali antichi in Sicilia (secoli XIII-XVIII), 1910.
- Le storie di Giufà (incluses dans les Fiabe).